# Emil Ladenburg
Emil Ladenburg (* 22. August 1822 in Mannheim; † 8. Januar 1902 in Frankfurt am Main) war Geheimer Kommerzienrat, einflussreicher deutscher Bankier und  Mitinhaber des Bankhauses Ladenburg, aus dem u. a. später die Deutsche Bank hervorging.

## Familie
Er entstammte einer wohlhabenden jüdischen Bankiersfamilie und war der Sohn des Bankiers Herrmann Ladenburg (1791–1862) und der Sara Mayer (1793–1855).
Ladenburg heiratete am 17. März 1852 Eugénie Halphen (* 22. August 1829 in Paris; † 16. August 1866 in Frankfurt am Main), die aus einer angesehenen Pariser Familie stammte und mit den Pariser Rothschilds gleich mehrfach und nah verwandt war. Das Ehepaar hatte die beiden Söhne Adolph und August sowie die zwei Töchter Marie und Emma.
Ihre Tochter Emma Ladenburg (* 1859 in Frankfurt) heiratete 1877 Wilhelm Merton, den Gründer der Metallgesellschaft, einen bedeutenden deutschen Unternehmer, Sozialpolitiker und Philanthrop.

## Leben

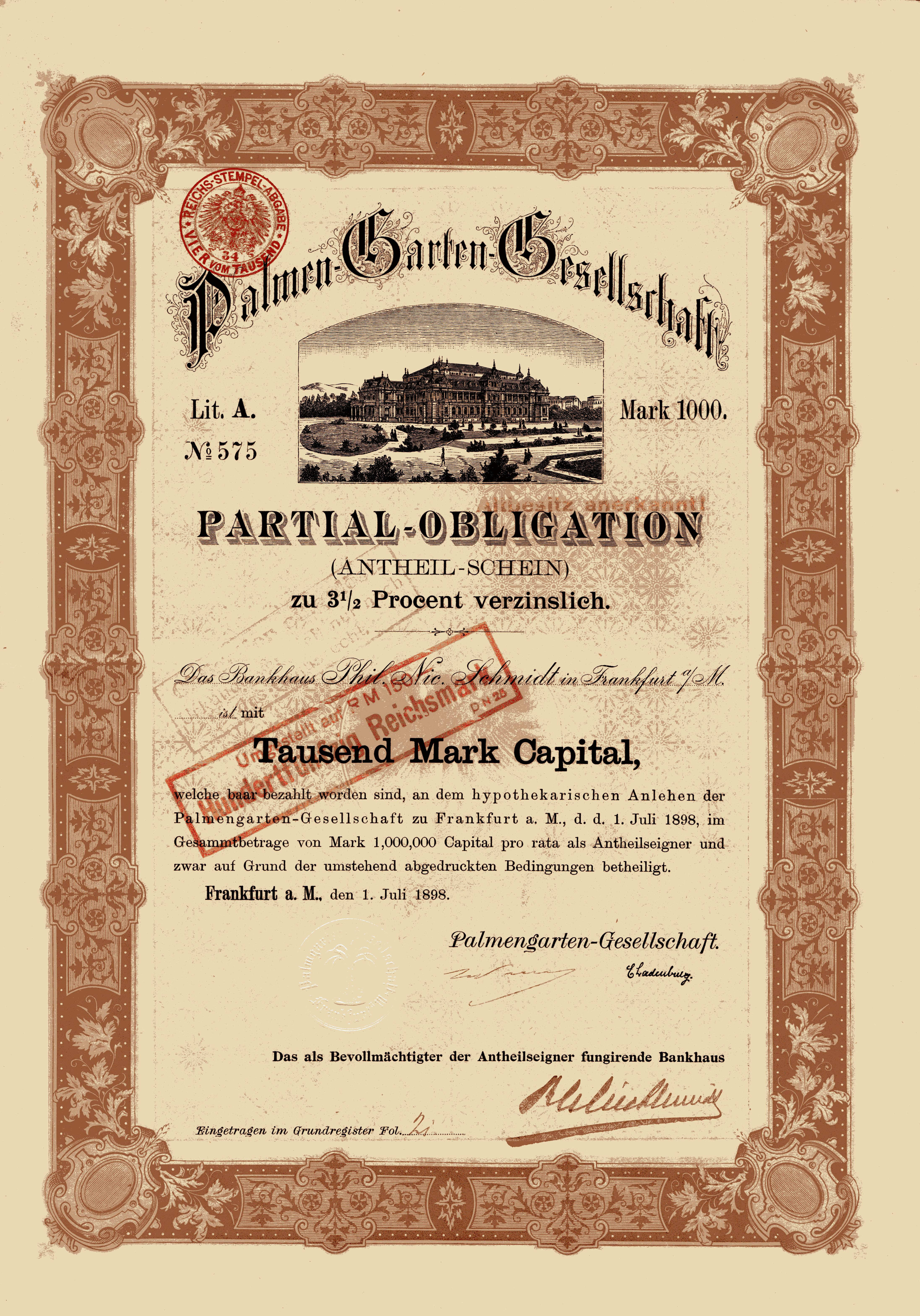
Partial-Obligation der Palmengarten-Gesellschaft mit Unterschrift von Emil Ladenburg

Ladenburg übernahm im Jahr 1848 nach dem Ausscheiden seines Bruders Ludwig (1817–1877) das Frankfurter Bankhaus, das auch nach der Umwandlung des Mannheimer Stammhauses in eine Aktiengesellschaft in seiner alten Form erhalten blieb und nach ihm den Namen E. Ladenburg führte. Die herausragende Position, die dieses Unternehmen unter den deutschen Privatbanken einnahm, verdankte sie neben dem Ansehen des Mannheimer Mutterhauses vor allem der Arbeit Emil Ladenburgs, der die relativ junge Firma zu großem Einfluss brachte. Diese Arbeit und sein hohes Ansehen wurde mit dem Titel des Geheimen Kommerzienrats gewürdigt.
Sein starkes Interesse für die Musik machte sein Haus zum Treffpunkt angesehener Künstler. Der Violinist und Komponist Joseph Joachim (1831–1907) und die Pianistin und Komponistin Clara Schumann (1819–1896) zählten zu den engsten Freunden der Familie.
Ladenburg starb im Januar 1902 und wurde auf dem jüdischen Friedhof in der Rat-Beil-Straße beigesetzt (Grablage: Block III - 9 - 181).